# Josh Brolin
Josh James Brolin (n. 12 februarie 1968, Santa Monica, California, SUA) este un actor american. A jucat în filme care au câștigat Premii Oscar precum No Country for Old Men, Milk și Wall Street: Banii sunt făcuți să circule. A mai jucat în Bărbați în negru 3, Gangster Squad, Gardienii galaxiei, Avengers: Age of Ultron și Sin City: A Dame to Kill For.

## Biografie
S-a născut în Santa Monica, California, fiind fiul lui Jane Cameron și actorului James Brolin. A fost crescut la o fermă în California și a fost puțin expus carierei de actor a tatălui său. Când avea doar 18 ani părinții săi au divorțat, iar mama sa vitregă este cântăreața și actrița Barbra Streisand. Pasiunea pentru actorie și-a descoperit-o în liceu, atunci când făcea parte dintr-o trupă de stand-up comedy.
Debutul și l-a făcut în reclame și filme de televiziune. Primul său rol notabil a fost cel din filmul The Goonies (1985), în rolul Brand Walsh. Încă din 1985, de la debutul său, a jucat atât piese de teatru cât și în filme de lungemtraj sau seriale de televiziune. A intrat în atenția presei de specialitate odată cu rolul Tom Hanson din seria 21 Jump Street. Pentru acest rol a trebuit să se „bată” la casting cu Johnny Depp. Chiar și așa, Brolin a spus că această competiție nu a afectat cu nimic prietenia lor. A jucat și în filmul Adevăratul curaj, în 2010, o adaptare după romanul omonim al lui Charles Portis. Filmul este regizat de celebri frați Coen - Ethan Coen și Joel Coen - și a fost nominalizat la zece categorii ale Premiilor Oscar din 2011.

## Filmografie
- Jonah Hex (film) (2010)